# Platon Poretski
Platon Sergeievitx Poretski (1846-1907) (en rus: Платон Серге́евич Порецкий) va ser un astrònom i matemàtic rus, conegut per haver estat el primer en haver donat classes de lògica matemàtica a Rússia.

## Vida i Obra
El seu pare era un metge militar que havia participat en la defensa al setge de Sebastòpol (1855). Poretski va estudiar al institut de Poltava i, després, va ingressar a la universitat de Khàrkiv en la qual es va graduar el 1870. El mateix any va començar a treballar d'astrònom al observatori d'aquesta ciutat.
El 1876 va ser nomenat cap d'observacions astronòmiques del observatori de la universitat de Kazan. El 1886 va defensar una tesina de master, però degut a la seva extraordinària qualitat, se li va concedir el doctorat directament i va esdevenir professor de trigonometria esfèrica de la universitat. A partir de la primavera de 1887 va mostrar el seu interès en donar classes de lògica matemàtica i es va convertir en el primer professor que donava aquesta disciplina en una universitat russa. Pocs anys després, el deteriorament del seu reumatisme el va obligar a retirar-se de la docència, tot i que va continuar les seves recerques en lògica.
Els seus treballs més influents van ser precisament en lògica, quan va publicar unes sèries d'articles sobre el problema de l'eliminació: Sept lois fondamentales de la théorie des égalités logiques (1899), Quelques lois ultérieures de la théorie des égalités logiques (1900-1901) i Theorie des non-egalites logiques (1904). La seva obra està fortament influenciada per George Boole i Ernst Schröder.